# Passiflora jugorum
Passiflora jugorum là một loài thực vật có hoa trong họ Lạc tiên. Loài này được W.W. Sm. mô tả khoa học đầu tiên năm 1916.